# جوزپه فونیچلو
جوزپه فونیچلو (انگلیسی: Giuseppe Funicello؛ زادهٔ ۱۹ آوریل ۱۹۸۷) بازیکن فوتبال اهل ایتالیا است.
از باشگاه‌هایی که در آن بازی کرده‌است می‌توان به باشگاه فوتبال اشفورد تاون و باشگاه فوتبال کورینتیان کاسولس اشاره کرد.